# Escola d'Art i Superior de Disseny d'Alcoi
L'Escola d'Art i Superior de Disseny d'Alcoi és un centre que ofereix un ensenyament qualificat en els diversos àmbits del disseny, la creació i les arts plàstiques d'Alcoi. Al llarg de més de 35 anys d'història, aquesta escola es caracteritza per tenir un ensenyament directe i pràctic sempre en contacte amb l'empresa propera i amb un equip de professionals i professors implicats en la docència i en la seua relació amb l'entorn social, productiu i cultural que fan realitat el dia a dia d'aquesta escola.
Fou fundada el novembre del 1886, per tal de crear obrers i suboficials que poguessin ajudar els enginyers i arquitectes. L'escola es va instal·lar en part de l'antic convent de Sant Francesc. Les matèries que hi ensenyaven eren: aritmètica, geometria i principis de l'art de la construcció; física, química i mecànica; dibuix tècnic industrial amb instruments a mà alçada, dibuix ornamental i figura, aplicació dels colors a l'ornamentació i modelat i buidat.
El 4 de gener de 1900 es transformà en Escola elemental d'Arts i Indústries. A causa del Reial decret d'agost de 1901 l'escola fou dividida en dos, l'Escola Superior d'Indústria i l'Escola Elemental d'Indústria; però finalment el 1910 dues escoles s'uniren amb el nom d'Escola Industrial, fins al 1955 quan a causa de l'article 35 de la LOFP es creu més convenient ubicar-les a un altre lloc, a l'Escola Municipal de Belles Arts desapareixent qualsevol relació amb una Escola d'Arts i Oficis.
Finalment l'any 1973 retorna l'Escola d'Arts i Oficis d'Alcoi com un centre no oficial autoritzat, amb un canvi de direcció i nous professors, ara sí, complint les lleis del 1963 però esta vegada ja com a centre de formació de dissenyadors. El 1978 declararen el centre com a oficial reconegut però esta vegada depenent de l'Escola d'Arts i Oficis de València i canvia altra vegada la direcció sent reconegut el 7 de març de 1982 com a centre oficial del Ministeri d'Educació.
L'oferta formativa de l'Escola d'Art i Superior de Disseny d'Alcoi inclou cicles Formatius de Grau Mitjà: Assistent al producte gràfic imprès, Assistent al producte gràfic interactiu. Cicles Formatius de Grau Superior: Fotografia, Animació, Gràfica publicitària, Il·lustració, Projectes i direcció d'obra i Estilisme d'indumentària i Graus en Ensenyaments Artístics i Superiors de: Disseny gràfic amb l'especialitat d'animació, Disseny d'interiors, Disseny de Moda, Disseny de Producte, Disseny gràfic i Disseny de Producte amb l'itinerari d'Il·lustració aplicada.